# Xương rồng trên cát
Xương rồng trên cát là một bộ phim truyền hình được thực hiện bởi M&T Pictures cùng TKL do Lê Lộc làm đạo diễn. Phim phát sóng vào lúc 13h00 từ thứ 5, 6, 7 hàng tuần bắt đầu từ ngày 8 tháng 12 năm 2012 và kết thúc vào ngày 15 tháng 2 năm 2013 trên kênh HTV7.

## Nội dung
Xương rồng trên cát bắt đầu bằng câu chuyện tình vụng dại của cô thiếu nữ xinh đẹp tên Thuần (Hồng Kim Thuận), cô đem lòng yêu say đắm người đàn ông tên Định (NSƯT Kim Tiểu Long) mà không biết là Định đã có vợ. Sau khi biết Thuần có thai, Định đã bỏ đi và để lại Thuần với bào thai cùng bao điều tiếng. Chuyện "không chồng mà chửa" đối với người dân nơi Thuần sống là điều hết sức xấu xa, tồi tệ. Lúc đó vì bảo vệ danh dự cho gia đình người mình yêu, người đàn ông thật thà chân chất tên Tồ (Đại Nghĩa) đã cưới Thuần và yêu thương đứa bé hết mực dù khi đứa bé ra đời đã bị mọi người dị nghị vì mang dấu vết của quỷ.

## Diễn viên
- Thùy Trang trong vai Hạnh[3]
- Hoàng Anh trong vai Minh Quân
- Hiền Trang trong vai Bích Trâm
- Đại Nghĩa trong vai Tồ[4]
- NSƯT Kim Tiểu Long trong vai Họa sĩ Định
- Hồng Kim Thuận trong vai Thuần
- Kiều Trinh trong vai Xuyên
- Bảo Trí trong vai Ông Long
- Ngân Quỳnh trong vai Bà Bích
- Hoài Trang trong vai Kim Yến
- Thoại My trong vai Hậu
- Đinh Hữu Tài trong vai Hoàng Nam
- Hoàng Yến trong vai Hậu (lúc nhỏ)
- Mỹ Phượng trong vai Hạnh (lúc nhỏ)

Cùng một số diễn viên khác....

## Nhạc phim
- Xương rồng trên cát

Sáng tác: Yên Lam
Thể hiện: Như Ý
- Vượt qua số phận

Sáng tác: Yên Lam
Thể hiện: Kiều Chinh

## Giải thưởng
| Năm  | Giải thưởng | Hạng mục                              | (Người) đề cử | Kết quả   | Tham khảo |
| ---- | ----------- | ------------------------------------- | ------------- | --------- | --------- |
| 2013 | HTV Awards  | Nam diễn viên phụ được yêu thích nhất | Đại Nghĩa     | Đoạt giải | [ 5 ]     |